# León Abadías y Santolaria

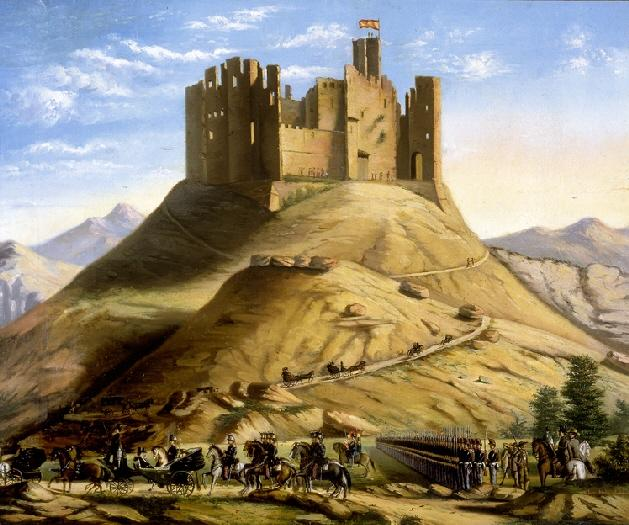
Die Militärparade von Isabella II. in Montearagón, von León Abadías y Santolaria, 1859

León Abadías y Santolaria (auch León Abadías de Santolarios; * 1836 in Huesca; † 1894 in Córdoba) war ein spanischer Maler.
Abadías y Santolaria bildete sich bei den spanischen Malern Federico Madrazo, Carlos Mújica und Bernardino Montañés aus. Ab 1866 gab er am Instituto de segunda enseñanza seiner Heimatstadt drei Jahre lang Zeichenunterricht. Später lehrte er in Córdoba. Er malte Genrebilder aus Aragonien, ferner Landschaftsbilder und Seestücke. Außerdem stellte er Gemälde her, die Jagdszenen darstellen, und entwarf Porträts. In Saragossa restaurierte er mehrere Bilder der Basílica del Pilar und in Huesca schmückte er das Rathaus aus. 1868 gewann er die Bronzemedaille der aragonesischen Ausstellung. Auch als Autor trat er hervor; einige seiner bedeutendsten literarischen Arbeiten finden sich in La Revista Popular de Barcelona (1877–89). Er gehörte der Real Academia de Bellas Artes de San Fernando an.